# 90926 Stáhalík
90926 Stáhalík è un asteroide della fascia principale. Scoperto nel 1997, presenta un'orbita caratterizzata da un semiasse maggiore pari a 2,3280222 UA e da un'eccentricità di 0,1257551, inclinata di 5,01924° rispetto all'eclittica.